# Amazone
I græsk mytologi bliver amazoner (oldgræsk: Ἀμαζόνες Amazónes, ental Ἀμαζών Amazōn; latin Amāzon, -ŏnis) portrætteret i flere epos'er og legender, som bl.a. Herakles' tolv arbejder, Argonautica og Illiaden. Det var en gruppe kvindelige krigere og jægere, der var lige så dygtige og modige som mænd i smidighed, styrke, bueskydning, rideegenskaber og krigskunst. Deres samfund var lukket for mænd, og de opfostrede kun deres døtre og leverede sønner tilbage til deres fædre, som de kun havde socialiseret med kortvarigt for at kunne reproducere sig.
Amazonerne var modige og voldsomt uafhængige. Under deres dronning tog de på omfattende militære ekspeditioner til verdens fjerne afkrog fra Skytien til Thrakien, Anatolien og De Ægæiske Øer, og nåede helt til Arabien og Egypten. Udover deres militære plyndringstogter bliver amazonerne også associeret med grundlæggelsen af templer og etableringen af adskillige oldtidsbyer som Efesos, Kyme, Smyrna, Sinope, Myrina, Magnesia og Pygela.
Teksten i de oprindelige myter forestiller deres hjemland som værende i udkanten af den kendte verden. Forskellige påstande om dets præcise placering går fra områder i Lilleasien (bl.a. Lykien og Karien) til stepperne omkring Sortehavet, eller sågar Libyen (Libysk amazone). Forfattere omtaler dog oftest Pontus i det nordlige anatolien på sydkysten af Sortehavet som værende det uafhængige Amazone kongerige, hvor amazonernes dronning boede i hovedstaden Themiscyra, på bredden af floden Thermodon river.
Palaifatos, der selv kan have været en fiktiv person, forsøgte at rationalisere de græske myter i sit værk Paradoxografi. Han mente at amazonerne sandsynligvis var mænd, der var blevet forvekslet med kvinder af deres fjernder, fordi de bar tøj, der nåede ned til deres fødder, bandt deres hår op og barberede deres skæg. Han var sandsynligvis den første i en lang række af skeptikere, og han afviste derfor at der var nogen virkelige historiske amazoner.
Årtiers arkæologiske opdagelse af begravede kvindekrigere, inklusive kongelige, på den eurasiske steppe indikerer at hestekulturer som skyter, sarmatere og hittitter sandsynligvis har inspireret amazone-myten. I 2019 blev en grav fundet nær den russiske by Voronezj, som indeholdt flere generationer af kvindelige skyter-krigere bevæbnet og med gylden hovedbeklædning.
I den klassiske oldtids sagnhistorie fik Troja i krigen mod grækerne hjælp af amazonerne i Lilleasien.
(Amazonfloden er opkaldt efter disse krigere, da Conquistadoren Francisco de Orellana mente, at amazoner skød pile efter ham fra flodbredden.)